# Núi tuyết Cáp Ba
Núi tuyết Cáp Ba (tiếng Trung: 哈巴雪山; bính âm: Hābā Xǔeshān; nghĩa đen 'Núi tuyết Cáp Ba') là một ngọn núi nằm ở phía tây bắc của Hổ Khiêu Hiệp, một phần của khu bảo tồn Tam Giang Tịnh Lưu nằm ở Vân Nam, Trung Quốc. Nó là đỉnh núi đối diện với Núi tuyết Ngọc Long, cao hơn 3.500 mét so với thung lũng thượng nguồn sông Dương Tử phía dưới, còn được biết đến là sông Kim Sa. Đây là đỉnh núi nổi tiếng cho các hoạt động leo núi nghiệp dư với những con dốc thấp cắt ngang bởi đường mòn Hổ Khiêu Hiệp nổi tiếng.
Núi tuyết Cáp Ba là khu vực cực nam của dãy núi Sa Lỗ Lý mở rộng, và bản thân nó là một phần của Dãy núi Hoành Đoạn.